# Ramona Fradon
Ramona Fradon   (Chicago, 2 d'octubre de 1926 - Comtat d'Ulster, 24 de febrer de 2024) va ser una artista de còmics estatunidenca coneguda pel seu treball il·lustrant Aquaman i Brenda Starr, i com a cocreadora del superheroi Metamorpho. La seva carrera va començar l'any 1950.

## Primers anys
Ramona Fradon va néixer a Chicago i es va traslladar a Nova York quan tenia cinc anys. Va créixer als afores de la ciutat de Nova York al comtat de Westchester. El seu pare, Peter Dom, era un conegut home retolador comercial i va dissenyar logotips per a Elizabeth Arden, Camel i Lord &amp; Taylor. Fradon també tenia un germà gran i un oncle al negoci de les retolació. El seu germà va treballar com a tècnic per a l' Air Corps a l'estranger i finalment va morir d'alcoholisme. La seva mare va emmalaltir i va morir el 1952. Mai va llegir còmics de gran, però li encantaven les tires de diari. El pare de Fradon va ser qui la va animar a anar a l'escola d'art.

## Carrera
Ramona Fradon va entrar al dibuix humorístic just després de graduar-se a la Parsons School of Design. Poc després de deixar l'escola d'art, es va casar amb el seu marit, el dibuixant de New Yorker Dana Fradon, que la va animar a provar el dibuix humorístic. L'escriptor de còmics George Ward, un amic del seu marit, li va demanar mostres del seu art per presentar-les a les ofertes de feina. Va aconseguir la seva primera tasca a DC Comics amb el treball a Shining Knight. La seva primera tasca habitual va ser il·lustrar un serial d'Adventure Comics protagonitzat per Aquaman. Això va incloure una renovació del personatge per a l'edat de plata dels còmics a Adventure Comics nº 260 (maig de 1959). Al costat d'aquesta renovació, ella i l'escriptor Robert Bernstein van co-crear el company Aqualad a Adventure Comics nº 269 (febrer de 1960).
Després del seu temps amb Aquaman, Fradon va tornar per cocrear Metamorpho. Va diduixar els personatges a The Brave and the Bold i els primers quatre números de la sèrie homònima i va tornar breument per dissenyar algunes portades per al títol. Més tard va comentar: "Crec que [l'escriptor Bob Haney i jo] vam sentir que Metamorpho era el nostre bebè. Mai havia tingut una experiència com la que vaig tenir treballant amb Bob Haney a Metamorpho. Era com si les nostres ments estiguessin perfectament sincronitzades... va ser una d'aquelles col·laboracions meravelloses que no passa gaire sovint." Fradon va dibuixar The Brave and the Bold nº 59 (abril-maig de 1965), una associació de Batman / Green Lantern, la primera vegada que aquesta sèrie presentava Batman fent equip amb un altre superheroi de DC.

## Família
Del 1965 al 1972, Fradon va deixar els còmics per criar la seva filla. El 1972, va tornar a DC, on més tard en la dècada dibuixaria Plastic Man, Freedom Fighters i Super Friends, que va dibuixar a llapis durant gairebé tota la sèriee. També va treballar per a Marvel Comics durant aquest període, però va marxar després de només dos encàrrecs: un número de complement de Fantastic Four i el cinquè número mai publicat de The Cat.
El 1980, Dale Messick es va retirar del dibuix de la tira del diari Brenda Starr, Reporter, i Fradon es va convertir en l'artista fins a la seva pròpia jubilació el 1995. Va tornar a la universitat el 1980 a la Universitat de Nova York, on va estudiar psicologia i religions antigues.

## Metamorfo i estil
Basat en una idea de l'editor de DC George Kashdan i cocreat per Bob Haney i Fradon, el personatge de Metamorpho va aparèixer per primera vegada a The Brave and the Bold nº 57 i 58 el gener i març de 1965 abans d'encapçalar una sèrie de 17 números de la sèrie homònima del personatge des de l'agost de 1965 fins al març de 1968.
El concepte de Kashdan implicava un personatge format per quatre elements que podien canviar en diferents compostos químics. Haney va concretar la idea amb un repartiment "deliciosament exagerat".

Fradon va gaudir de la seva col·laboració amb Haney perquè "les seves històries ximples em van donar idees sobre com haurien de ser i actuar els personatges, i les meves imatges ximples li van donar noves idees". Metamorpho va permetre a Fradon utilitzar un estil de dibuix exagerat que se li adaptava millor que l'enfocament tradicional de la il·lustració de superherois. Sentint-se "com un peix fora de l'aigua" al camp dels superherois dominat pels homes, va reflexionar sobre el seu estil en una entrevista de 1988:
Trina Robbins va fer l'observació que la majoria de les dones tendeixen a tenir un estil més obert, utilitzar menys ombres i treballar amb patrons oberts més grans. Crec que probablement és cert, almenys ho vaig fer sempre (treballar amb aquest estil). Vaig pensar que era un gran error meu, que no podia emular aquest tipus d'estil de reproducció fotogràfica. Quan vaig llegir que això semblava ser una característica de les dones dibuixants, em va fer sentir una mica millor. ... Una cosa que sempre em va sorprendre els ulls és veure el tipus de pesadesa i lletjor de la majoria de l'art del còmic. No hi ha gaire dolçor. És la tradició, i no crec que tingui res a veure amb els artistes individuals. És només la tradició... la mirada. Això sempre em va preocupar.

## Jubilació
Fins i tot en la jubilació, Fradon va continuar fent treballs de dibuixos animats. Per als SpongeBob Comics, Fradon va contribuir a les històries del Tritó-humà gràcies al seu treball per a Aquaman.
Va contribuir amb llapis a la novel·la gràfica del 2010 The Adventures of Unemployed Man, la novel·la gràfica del 2012 The Dinosaur That Got Tired of Being Extinct i la col·lecció The Art of Ramona Fradon.

## Premis
Fradon va ser inclosa al Saló de la Fama del Will Eisner el 2006.

### Angry Isis Press
- Choices #1 (1990)

### Archie Comics
- Sonic the Hedgehog #68 (1999)

### Bongo Comics
- Simpsons Super Spectacular (Radioactive Man) #5 (2007)
- SpongeBob Comics (Mermaid Man) #3 (2011)
- SpongeBob Comics Annual (Mermaid Man) #1 (2013)

### DC Comics
- 1st Issue Special #3 (Metamorpho) (1975)
- Adventure Comics #165–166 (Shining Knight); #167–168, 170–206, 208–280, 282 (Aquaman) (1951–1961)
- The Amazing World of DC Comics #10 (1976)
- The Brave and the Bold #55 (Metal Men i Atom); #57–58 (Metamorpho); #59 (Batman i Green Lantern) (1964–1965)
- Detective Comics #170 (Roy Raymond) (1951)
- Freedom Fighters #3–6 (1976–1977)
- Gang Busters #10, 21, 25, 28, 30, 58 (1949–1957)
- House of Mystery #23, 42, 48, 56, 223, 230, 232, 235, 239, 251, 273, 275 (1954–1979)
- House of Secrets #116, 118, 121, 136 (1974–1975)
- Just Imagine... Stan Lee With Scott McDaniel Creating Aquaman #1 (2002)
- Metamorpho #1–4 (1965–1966)
- Mr. District Attorney #20–21, 32 (1951–1953)
- Plastic Man #11–20 (1976–1977)
- Plop! #8 (1974)
- Secrets of Haunted House #3, 14, 23 (1975–1980)
- Secrets of Sinister House #17 (1974)
- Showcase #30 (Aquaman) (1961)
- Silver Age Secret Files #1 (2000)
- Star Spangled War Stories #3–4, 8, 16, 184 (1952–1975)
- Super Friends #3–17, 19, 21–31, 33–34, 36–41 (1977–1981)
- Western Comics #23, 38, 40–42 (1951–1953)
- Wonder Woman Annual #2 (1989)
- World's Finest Comics #127–133, 135, 137, 139 (Aquaman) (1962–1964)

### Marvel Comics
- Crazy Magazine #66 (1980)
- Fantastic Four #133 (1973)
- Girl Comics #2 (2010)

### Editorial Nemo
- Sea Ghost #1 (2010)

### Nickelodeon
- Nick Mag Presents (Mermaid Man and Barnacle Boy) (2003)